# Samma
Samma (tyska: Samm) är en by (estniska: küla) i Viru-Nigula kommun i landskapet Lääne-Virumaa i nordöstra Estland. Byn ligger vid ån Pada jõgi, nära Riksväg 1 (Europaväg 20).
I kyrkligt hänseende hör byn till Viru-Nigula församling inom den Estniska evangelisk-lutherska kyrkan.